# Power Rangers Mystic Force
Power Rangers Mystic Force (conocida en Latinoamérica como Power Rangers Fuerza mística, en España conservó el título original) es el título de la 14.ª temporada de la franquicias Power Rangers, producida por BVS Entertainment, Renaissance Atlantic Entertainment, Ranger Productions y Touchstone Television en colaboración con Toei Company, y emitida en ABC del 20 de febrero al 13 de noviembre de 2006, constando de 32 episodios. 
Como otras temporadas de Power Rangers, parte de sus escenas están extraídas de la serie Super Sentai Series, en este caso de la temporada Mahō Sentai Magiranger.

## Argumento
Hace 20 años, en un universo paralelo lleno de magia, las Fuerzas de la Oscuridad se hacen con el poder y se desarrolla una lucha entre el bien y el mal a la que llaman la Gran Batalla. Un ejército de monstruos, dirigidos por un poderoso guerrero llamado Morticon, se despliegan por todas partes, con la intención de conquistar el mundo mágico, el mundo humano y más allá, pero tienen que enfrentarse a una legión de magos . Los Místicos lucharon contra los monstruos, a pesar de que les superaban en número, hasta que lograron expulsarles del mundo humano. El más poderoso de los magos, Leanbow, lanzó un hechizo que mandó a los villanos al inframundo, y después hizo que el guardián de la puerta la sellara por toda la eternidad. Así, los magos ganaron la guerra, pero perdieron a Leanbow en el proceso, ya que para asegurarse de que el mal no escapara, se encerró junto a ellos. Los humanos no se enteraron de que sucedió esta batalla, y así pasó el tiempo.
En la actualidad, un terremoto sacude la ciudad de Briarwood y rompe el sello, permitiendo a los villanos escapar para lanzarse a la conquista de la Tierra una vez más. La hechicera Udonna, al saber que los villanos han escapado, busca a los cinco guerreros que mencionaba una leyenda, cinco adolescentes de Briarwood, que junto a ella se convirtieron en Power Rangers, quienes recibieron la tarea de enfrentarse al Maestro del Inframundo y sus huestes.

## Elenco y personajes

### Principales
- Firass Dirani como Nick Russell/Red Mystic Ranger
- Melanie Vallejo como Madison Rocca/Blue Mystic Ranger
- Richard Brancatisano como Xander Bly/Green Mystic Ranger
- Nic Sampson como Charlie "Chip" Thorn/Yellow Mystic Ranger
- Angie Diaz como Vida "V" Rocca/Pink Mystic Ranger
- John Tui como Daggeron/Solaris Knight
- Peta Rutter como Udonna/White Mystic Ranger
- Antonia Prebble como Clare
- Barnie Duncan como Toby Slambrook
- Kelson Henderson como Phineas

### Secundarios
- Donogh Rees como la voz de Necrolai. Brigitte Berger interpretó a la forma humana de Necrolai, cuyo verdadero nombre es Nikki Pimvare.
- Chris Graham como Leanbow/Crimson Wolf Warrior. Geoff Dolan prestó su voz para interpretar la versión malvada del personaje, Koragg.
- Oliver Driver como la voz de Jenji
- Andrew Robertt como la voz de Morticon
- Stuart Devenie como la voz de Imperius/Calindor
- Holly Shanahan como Leele Pimvare
- John Leigh como la voz del Amo
- Peter Daube como la voz de Sculpin
- Dalas Barnett como la voz de Megahorn
- Mark Ferguson como la voz de Gekkor
- Josephine Davison como la voz de Itassis
- Derek Judge como la voz de Black Lance
- Andrew Laing como la voz de Oculo
- Sally Stockwell como la voz de Serpentina
- Charlie McDermott como la voz de Hekatoid
- Greg Smith como la voz de Magma
- Machiko Soga y Susan Brady como la madre mística. Brady dio su voz al personaje.
- Paolo Rotondo como la voz del Príncipe de Nieve.
- Cameron Rhodes como la voz de Matoombo

### Mystic Force Rangers
- Nick Russell/Red Mystic Ranger: Se trata de un joven que ha estado viviendo con distintos familiares desde hace mucho tiempo, ya que sus padres, siempre de viaje por negocios, nunca tuvieron tiempo de cuidarle. Llegó a Briarwood para vivir con su hermana el mismo día que el mal se desató, y aunque fue el primero que se mostró dispuesto a ayudar, al principio no creía lo suficiente en la magia ni tenía confianza en sí mismo para entrar en el equipo, algo que rápidamente cambió. Tiene un gran sentido de la determinación y el deber. Trabaja en el Rock-Porium junto a los otros Rangers, y el tiempo libre lo dedica a trastear con su motocicleta. Como Red Mystic Ranger, tiene el poder del fuego. Nick resulta ser el hijo de Udonna y Leanbow (su verdadero nombre es Bowen), quien en medio de la guerra y siendo un bebé es salvado por Phineas quien lo llevó al mundo de los humanos.
- Madison "Maddie" Rocca/Blue Mystic Ranger: Es la hermana de V. Ella misma se denomina como "la hermana con sentido común". Es una cineasta aficionada, y prefiere expresarse rodando a la gente con su videocámara. Es tímida y estudiosa, y rara vez se divierte con las cosas que se divierte la mayoría de la gente. A pesar de esto, es una de las más alegres y abiertas en el grupo de Rangers. Como Blue Mystic Ranger, tiene el poder del agua.
- Xander Bly/Green Mystic Ranger: Es un australiano que ahora vive en Estados Unidos. Cuando llegó, sufrió bullying y marginación en el colegio por su acento extranjero, y eso ha hecho que sienta una gran simpatía hacia los que se sienten solos. Es un gran skater y le encanta presumir cuando lo practica. Suele intentar salir de las situaciones difíciles utilizando su sonrisa y su labia, lo que llama el "Plan Xander", que no siempre le funciona. Trabaja con sus compañeros en el Rock-Porium, aunque en realidad hace poco, prefiriendo ejercer de "supervisor" de las labores de sus compañeros. Como Green Mystic Ranger, tiene el poder de la tierra.
- Charlie "Chip" Thorn/Yellow Mystic Ranger: Es un autoproclamado "experto en súper-héroes". Los demás le consideran un poco raro, ya que le encantan los cuentos de hadas y vive continuamente entrando y saliendo de su mundo de fantasía. Es muy bueno en el tiro con arco, miembro del club de ajedrez en el instituto y de la COUNTV ("Containment Of Underworld Nocturnal Transylvanian Vampires"; "Contención de Vampiros Transilvanos del Inframundo Nocturno"). A pesar de una personalidad completamente opuesta a ella, se lleva muy bien con V. Como Yellow Mystic Ranger, tiene el poder del rayo.
- Vida "V" Rocca/Pink Mystic Ranger: Es la hermana de Madison, a la que suelen llamar simplemente "V", e irónicamente es la Ranger de color rosa, ya que odia ese color. Le encanta su labor de DJ en el Rock-Porium, y suele protagonizar las películas que rueda su hermana. Aunque no tiene demasiado sentido común, Vida es amable, generosa y leal hasta el final. Como Pink Mystic Ranger, tiene el poder del viento.

### Otros Rangers
- Udonna/White Mystic Ranger: Es una poderosa maga cuyo pueblo luchó en la Gran Batalla. En ella perdió a muchos amigos, así como a toda su familia salvo a su sobrina Claire. Su hermana Niella era una poderosa maga a la que llamaban la Guardiana de la Puerta, y ella selló a costa de su vida el Inframundo donde se encerró a los villanos. Dentro del Inframundo se quedó atrapado su marido para contener el mal, y también perdió a su hijo Bowen. Desde entonces ha estado preparándose para la vuelta del mal, y se dedica a entrenar a los Rangers y a su sobrina en las artes de la magia. Como White Mystic Ranger, tiene el poder de la nieve.
- Daggeron/Solaris Knight: Es un insensato guerrero que se entrenó con Leanbow, y por esto dice que "se entrenó con el mejor". Durante la Gran Batalla, recibió la tarea de poner a salvo a Bowen, y mientras lo intentaba, Calindor le atacó. Tras una árdua batalla, los dos se lanzaron mutuamente una maldición. Acabaron sellados en una caverna, con Daggeron convertido en una rana hasta que Madison, superando su fobia a las ranas, le besó, rompiendo el hechizo. Con su llegada, sustituye a Udonna como entrenador de los Rangers, trabajo que hace con mucha más dureza. Como Solaris Knight, tiene el poder del sol.
- Leanbow/Crimson Wolf Warrior: Es uno de los Místicos y el marido de Udonna, conocido por su valor y honor, y por ello envidiado por Calindor. Dirigió a los otros Místicos en la Gran Batalla, y se encerró con ellos en el Inframundo para evitar que escaparan.

### Aliados
- Antiguos Titanes: Son unas criaturas mágicas de las que poco se sabe salvo que son la fuente de poder de los Mystic Rangers. Aparecen cuando los Rangers se transforman, y representan a criaturas de diversas mitologías.
  - Fénix: El titán rojo, con el poder del fuego, y que aparece con la forma de un hombre en llamas.
  - Garuda: El titán amarillo, con el poder del relámpago, y que aparece como un hombre lleno de relámpagos.
  - Sirena: El titán azul, con el poder del agua, y que aparece como una sirena con cuatro aletas.
  - Hada: El titán rosa, con el poder del viento, y que aparece como un hada con alas de mariposa.
  - Minotauro: El titán verde, con el poder de la tierra, y que aparece como una criatura humanoide con forma de árbol (similar a los Ents de J.R.R. Tolkien)

- Clare: Es una aprendiz de maga que está estudiando magia con su tía Udonna junto a los Rangers. Es bastante torpe con la magia, pero nunca se rinde, y poco a poco intenta mejorar.

- Madre Mística: Es una titan, y emperatriz de toda la magia buena. En los "días oscuros" fue la diabólica Rita Repulsa, y por tanto conoce bien la diferencia entre el débil poder del mal y el gran poder del bien. Conserva de su antigua personalidad algunos toques como sus dolores de cabeza, esta vez cuando ve a alguien malvado en su presencia. Es la segunda villana en aliarse a Power Rangers (luego de Astronema/Karone)

- Príncipe de nieve: Es el maestro de los Hechiceros Místicos, y tiene el poder de la nieve. Ahora vive en una dimensión paralela conocida como "el Norte", fuera de la cual sus poderes son mucho más débiles.

- Toby Slambrook: Es el dueño de la tienda de música Rock Porium donde trabajan los Rangers, de cuyas identidades no sabe nada, aunque a veces les ha ayudado en sus batallas sin saberlo. Suele dar consejos a los Rangers, siempre en clave de humor, y tiene unos grandes conocimientos de música. Aunque tiene apariencia de lentitud mental, en realidad se le da muy bien resolver enigmas, aunque a veces se obsesiona con ellos cuando le cuesta dar con la respuesta de alguno.

- Phineas: Es un troblin (mitad troll, mitad goblin) que vive en los bosques cercanos a Briarwood. Es rechazado por humanos, espíritus, e incluso trolls y goblins. Se hizo amigo de los Rangers después de salvarles en algunas ocasiones, y continuó siendo su aliado.

- Jenji: Es un pequeño genio con forma de gato, y un viejo amigo de Udonna y los otros Místicos.

### Arsenal
- Mystic Morphers: Son los dispositivos de transformación de los Rangers, y también tienen función de "varita mágica" para lanzar hechizos. Tiene la apariencia de un móvil con un teclado en el cual se marcan distintas combinaciones que funcionan como hechizos. Funcionan tras pronunciar la frase "Magical Source, Mystic Force".[Notas 1]
- Magi Staffs: Son las armas básicas de los Rangers, unos bastones que pueden transformarse en las armas personales de cada Ranger, las chicas (Blue, Pink y White) unas varitas, y los chicos: Red, una espada, Green un hacha, y Yellow un arco.

- Mystic Force Fighters: Son dos guantes metálicos que añaden poder adicional de puñetazo.

- Solaris Morpher: Es el dispositivo de transformación de Solaris Knight.

- Laser Lamp: Es el arma personal de Solaris Knight, y también el hogar de Jenji. Puede disparar rayos láser, o al propio Jenji en un gran ataque.

- Mystic Lion Staff: Es la combinación de los Mystic Morphers con los Magi Staffs. Cada Ranger tiene el suyo y sirven para activar el poder legendario.

- Xenotome: Es el libro de hechizos de los Rangers, que contiene todos los secretos de su magia.

- Fierce Dragon Morpher: Es el dispositivo que sirve para invocar al Battlizer del Red Ranger.

- Red Dragon Fire Ranger: Es el modo Battlizer del Red Ranger. Le da el poder del dragón, y además de una armadura pesada con alas que le permite volar, le proporciona dos bastones de batalla que pueden disparar o lanzarse como discos de energía.

### Zords
- Mystic Titans: Los cinco Rangers se transforman en los Mystic Titans para enfrentarse a los monstruos gigantes.
  - Mystic Phoenix: Es la transformación del Red Mystic Ranger, equipado con una espada.
  - Mystic Minotaur: Es la transformación del Green Mystic Ranger, equipado con un hacha.
  - Mystic Mermaid: Es la transformación de la Blue Mystic Ranger, equipada con un tridente.
  - Mystic Garuda: Es la transformación del Yellow Mystic Ranger, equipado con dos grandes alas.
  - Mystic Sprite: Es la transformación de la Pink Mystic Ranger, con la capacidad de transformarse en una pelota mágica.

- Titan Megazord: Es el fruto de la unión de los Mystic Titans. Tiene dos modos, el modo robot habitual, y el modo Dragón, en el que Minotaur, Mermaid, Garuda y Sprite se unen para formar un Dragón volador gigante que monta Mystic Phoenix.

- Catastros: Es un Zord aliado de Knight Wolf que puede montar en batalla.
  - Centaur Mode: Es la unión de Catastros y Knight Wolf para formar un centauro.
  - Centaurus Wolf Megazord: Es una unión alternativa de Catastros y Knight Wolf formando un robot.
  - Centaurus Phoenix Megazord: Es la unión de Catastros y Mystic Phoenix.

- Solar Streak: Es un tren que pilota Solaris Knight y que puede viajar entre la dimensión humana y la mágica.
  - Solar Streak Megazord: Es una transformación en Megazord del Solar Streak

- Mystic Legends: Cuando los Rangers acceden al Poder Legendario, se transforman en estos dos Zords.
  - Mystic Firebird: Es la transformación legendaria del Red Mystic Ranger, un pájaro de fuego.
  - Mystic Lion: Los cuatro Rangers restantes se unen y transforman en un león.
  - Manticore Megazord: Es el fruto de la unión de los Mystic Legends.

- Brightstar: Es un Zord unicornio viejo amigo de Daggeron, con la capacidad de moverse entre dimensiones.
  - Phoenix Unizord: Es el fruto de la unión de Brightstar y Mystic Phoenix.

### Fuerzas de la Oscuridad
Las Fuerzas de la Oscuridad son los villanos de la serie. Son unas criaturas mágicas que viven en el inframundo, donde están sellados desde la batalla librada 20 años antes del inicio de la serie. Su objetivo es conquistar el mundo mágico, y también el mundo humano. En el material promocional se les llama Morlocks, pero este nombre jamás se utilizó en la serie.
- Morticon: Es el primer líder militar de los villanos. Tiene la apariencia de un cyborg muerto viviente con la maquinaria que constituye el núcleo de su cuerpo fusionada a lo que queda de su piel azul. Puede utilizar un portal místico para ver el mundo y lleva una espada fabricada con uno de los dientes del Maestro. Tiene una fuerza hercúlea y una gran habilidad con la espada, lo que le lleva a considerarse a sí mismo como "el guerrero más poderoso de todos los tiempos". Tiene muy mal genio, desea desesperadamente salir del Inframundo, se lleva muy mal con Koragg y Necrolai le teme.

- Imperious: Se llama a sí mismo el Mago Oscuro del Inframundo, y busca la magia para satisfacer sus propios deseos egoístas. 20 años atrás quedó atrapado en un sello, donde se quedó hasta que Necrolai engañó a los Rangers para que rompieran el sello. El Maestro le resucitó como una momia viviente, y le convirtió en el segundo líder militar del Inframundo. Tiene la capacidad de invocar y liberar monstruos del Inframundo, incluido el mismo, por lo que no tiene la misma desesperación de Morticon acerca de ese tema, y se centra en atacar directamente a los ciudadanos de Briarwood.

- Koragg: Es una armadura que toma a otros como huéspedes para poder moverse y atacar. Recuerda a un hombre lobo y quien lleva a Koragg sufre un cambio de personalidad al estilo del Doctor Jeckyll y Mr. Hyde.

- Necrolai: Es la Señora Oscura del Inframundo y Reina de los Vampiros. Es una maligna espía a la que Morticon y Koragg no respetan, ya que la llaman frecuentemente "bruja". Puede volar, y suele reconocer el terreno para Morticon. Suele ser ella la que trae a los monstruos e idea los planes. También es una luchadora formidable y se enfrenta en ocasiones a los Rangers. Aunque es una vampira, por su status de Reina de los Vampiros no le afectan el ajo ni la luz del sol. Es ambiciosa, cruel y egocéntrica, y cualquier cosa que haga siempre la hará buscando su propio beneficio y medrar. Sin embargo, teme a Morticon y no confía en Koragg.

- Maestro Supremo del Inframundo Octomus: Es el líder supremo de los villanos, tan reverenciado por sus fieles que estos solo le llaman por su título, el Maestro. Contacta con sus huestes a través de un estanque blanco en el centro de la guarida, que se vuelve rojo para marcar su presencia. Normalmente, solo se ve de él su ojo derecho, y rara vez habla.

- Los Diez Terrores: Son un panteón de diez monstruos demonios que constituyen los sirvientes más poderosos del Maestro. Supuestamente solo existían en las pesadillas más horribles, pero Necrolai les encontró en uno de los santuarios inferiores del Inframundo. Normalmente tienen tamaño gigante, pero pueden cambiar de tamaño a voluntad. Tienen un gran interés en guardar y hacer guardar las Leyes de las Tinieblas, y matarán a cualquiera que las trasgreda, aunque sea uno de ellos, ya que al parecer si no las cumplen podrían desaparecer. Cuando aparecen juntos causan un gran daño a los Rangers, pero si atacan de forma individual son una amenaza más manejable.

- Hidiacs: Son los soldados de campo de las Fuerzas de las Tinieblas, con la apariencia de zombis.

- Styxoids: Son una versión más poderosa de los Hidiacs, a quienes lideran en ocasiones. Son más musculosos, llevan máscaras y chalecos de cuero, están armados con lanzas y pueden hablar.

## Episodios
| Temporada | Temporada | Episodios | Episodios | Emisión original     | Emisión original    |
| Temporada | Temporada | Episodios | Episodios | Primera emisión      | Última emisión      |
| --------- | --------- | --------- | --------- | -------------------- | ------------------- |
|           | 14        | 32        | 32        | 20 de agosto de 2005 | 30 de junio de 2006 |

## Doblaje de Hispanoamérica
- Marcos Abadi como Nick Russell
- Karin Rodríguez como Vida "V“ Rocca
- Nicolás Epstein como Charlie "Chip" Thorn
- María Laura Cassani como Madison Rocca
- Mariano Chiesa como Xander Bly
- Rubén Enríquez como Daggeeron
- Silvia Aira como Udonna
- Sebastián Costa como Leanbow

## Doblaje de España
- Guillermo Romero como Nick Russell
- Mariano García como Charlie "Chip" Thorn
- Javier Lorca como Xander Bly
- Sara Vivas como Vida "V" Rocca
- Pilar Aguado como Madison Rocca
- José Luis Gil como Daggeron
- Julia Martínez(2) como Udonna
- Ángel Rodríguez como Leanbow